# Khaled Korbi
Khaled Korbi (Manouba, Túnez, 16 de diciembre de 1985) es un exfutbolista de Túnez que jugaba en la posición de centrocampista.

## Carrera

### Club
| Periodo   | Club            | Apariciones | Goles |
| --------- | --------------- | ----------- | ----- |
| 2006–2009 | Stade Tunisien  | 70          | 4     |
| 2009–2012 | Espérance ST    | 62          | 6     |
| 2012      | Al-Sailiya SC   | 11          | 0     |
| 2013      | Al-Wakrah SC    | 4           | 0     |
| 2013–2014 | Club Africain   | 10          | 0     |
| 2015      | Raja Casablanca | 0           | 0     |
| 2015-2016 | Stade Tunisien  | 14          | 0     |

### Selección nacional
Jugó para Túnez en 26 ocasiones de 2007 a 2016 y anotó dos goles; participó en dos ediciones de la Copa Africana de Naciones y ganó el Campeonato Africano de Naciones de 2011.

## Logros

### Club
- CLP-1 (3): 2009, 2010, 2011
- Copa de Túnez (1): 2011
- Liga de Campeones de la CAF (1): 2011
- Liga de Campeones Árabe (1): 2009

### Selección nacional
- Campeonato Africano de Naciones (1): 2011